# GUARDIAN ANGEL (より子のアルバム)
『GUARDIAN ANGEL』（ガーディアンエンジェル）は、より子の6枚目のアルバム。

## 解説
2014年12月3日に発売。作詞・作曲はより子。
オリジナルアルバムとしては、前作『My Soul』から約3年振りとなるアルバム。創作活動および音楽制作の原点であるゲームミュージックに回帰し、それまでの活動から広げ深められた表現力によって、全く新しい世界の扉を開いた。特設サイトのトップにも明示されている「説明のできないアルバムができました」という言葉はまさにこのアルバムを象徴している。
発売にむけて、2014年10月18日から『リリース記念3大企画』をスタート。ツイキャスを定期に放送するほか、YouTubeに特番動画をアップロードしていく。アルバム総体としての説明はできない1曲ごとの解説とゲームミュージックをカバー演奏する。さらにはYouTubeにて全楽曲をハーフで試聴できるようにし、その再生回数でアルバムのリードトラックを決めるという新しい試みもあった。
発売日にはリリース記念パーティを開催し、同月には東名阪ワンマンライブツアー『よりスタ vol.30 GUARDIAN ANGELS TOUR』を敢行した。

## 収録曲
1. GUARDIAN ANGEL
2. DRAGON SOUL
3. なつのうた
4. こいのうた-完全版-
5. お散歩チャトラ
6. 一日があなたではじまるように
7. PSYCHO
8. ヒステリックモンスター
9. MUSYA-武者-
10. 少しだけさよなら
11. LAST GARDEN
12. secret record